# 川崎市立西御幸小学校
川崎市立西御幸小学校（かわさきしりつ にしみゆきしょうがっこう）は、神奈川県川崎市幸区小向西町に所在する公立小学校。

## 沿革
- 1955年（昭和30年）12月28日 - 御幸小学校の児童数の急増と第2京浜国道の交通量の増加により、これを横断する児童の擁護のため、小向西町4丁目30番地に仮称第二を計画着工する。
- 1956年（昭和31年）
  - 4月1日 - 川崎市立御幸小学校分教室と称す。
  - 7月1日 - 校舎竣工。
  - 9月1日 - 川崎市立西御幸小学校認可され、御幸小学校より分離独立。
  - 10月13日 - 開校式挙行。校章制定。
- 1958年（昭和33年）5月1日 - 川崎市教育委員会指定による学校給食委嘱を受ける。
- 1961年（昭和36年）10月13日 - 創立5周年記念式典挙行。校歌制定。
- 1966年（昭和41年）10月13日 - 創立10周年記念式典挙行。
- 1970年（昭和45年）2月28日 - 体育館落成祝賀会挙行。
- 1976年（昭和51年）
  - 5月3日 - 創立20周年記念大運動会挙行。
  - 8月24日 - 創立20周年記念事業として、幸福山（遊び山）造成。
  - 10月13日 - 創立20周年記念大運動会挙行。
  - 12月4日 - 創立20周年記念事業として、梅林造成。
- 1986年（昭和61年）10月7日 - 創立30周年記念式典挙行。
- 1988年（昭和63年）11月5日 - 新体育館落成式挙行
- 1994年（平成6年）12月2日 - 新校舎入校式挙行。
- 1995年（平成7年）
  - 9月11日 - ブラッシングタイム開始。
  - 11月8日 - 校庭改修工事完了。飼育小屋・陶芸教室建築工事完了。
  - 11月8日 - 創立40周年と校舎落成記念の両式典挙行。
  - 12月7日 - 創立40周年・校舎落成記念航空写真撮影。
- 1996年（平成8年）
  - 11月1日 - コンピュータ機器21台設置完了。
  - 11月15日 - 第1回ヘル・シー（歯）フェスティバル開催。
- 1999年（平成11年）10月27日 - 西御幸小学校子ども会議第1回開催。
- 2005年（平成17年）
  - 9月25日 - 50周年「陶板作り」作業開始。
  - 10月12日 - 50周年「カウントダウンカレンダーお披露目集会」。
  - 12月14日 - 50周年「シンボルマーク・スローガン発表集会」。
- 2006年（平成18年）
  - 2月1日 - 50周年スローガン横断幕取り付け。
  - 3月13日 - 50周年記念陶壁画「誕生」お披露目式挙行。
  - 4月25日 - 50周年記念航空写真撮影。
  - 7月8日 - 創立50周年記念コンサート開催。東京フィルハーモニーによる金管五重奏。
  - 10月24日 - 保護者向け50周年発表会開催。
  - 10月28日 - 創立50周年記念式典挙行し、祝賀会開催。
- 2007年（平成19年）
  - 8月28日 - 陶芸の職員研修実施（→教職員美術展に出品）。
  - 9月 - この月以降、全学年で陶芸の授業を実践。
  - 12月6日 - ジョイントコンサート開催。
- 2016年（平成28年）
  - 4月26日 - 60周年記念航空写真撮影。
  - 10月14日 - 西御幸小60周年セレモニー挙行。
  - 10月26日 - 創立60周年記念式典挙行し、祝賀会開催。
- 2019年（令和元年）吉日 - 児童会により、観察池を「にしみビューティーポンド」と命名。
- 2022年（令和4年）2月18日 - 川崎市立西御幸小学校PTAより、遊具（鉄棒・雲梯）が寄贈される。

## 通学区域
- 小向東芝町（全域）
- 小向西町1丁目（全域）
- 小向西町2丁目（全域）
- 小向西町3丁目（全域）
- 小向西町4丁目（1番～108番、146番以降〔国道409号線の北側〕）
- 下平間（250番～283番、330番～386番）
- 戸手1丁目（全域）

## 校歌
作詞：能村　潔　作曲：七ツ矢　博資
指揮者小澤征爾からのメッセージもあった。

## 教育目標
進んで学ぶ子　思いやりのある子　健康でたくましい子

## アクセス
- 川崎市営バス「川71」・「川81」の各系統で、校地南側の門まで、
  - 川崎駅（「川71」系統・ラゾーナ広場、「川81」系統・西口）行のりばから、すぐそば（約40m弱）。
  - 上平間行・小杉駅（「川71」系統のみ）行のりばから、徒歩約95m・約1分。
    - なお、上平間・小杉駅行のりばから、校地南側の門まで、直線距離は約45mほどだが、「幸区役所入口」交差点の横断歩道を経由する必要があるため、2倍強の距離となる。
- 東急バス「川31」・「川32」・「川33」の各系統で、学校正門まで、
  - 川崎駅ラゾーナ広場行のりばから、徒歩約420m・約6分。
  - 溝の口駅行（「川31」系統）・高津駅行（「川32」系統）・市民ミュージアム行（「川33」系統）のりばから、徒歩約390m・約6分。